# Milchspüelersee
Der Milchspüelersee (auch Milchspülersee) ist ein See im Freiberg Kärpf auf Gemeindegebiet von Glarus Süd im Schweizer Kanton Glarus.
Der See liegt auf 2196 m ü. M. unterhalb der Leglerhütte. Seinen Namen erhielt er aufgrund seiner milchig-blauen Farbe. Dem Milchspüelersee entspringt der Türchlenbach, der in den Diesbach mündet.

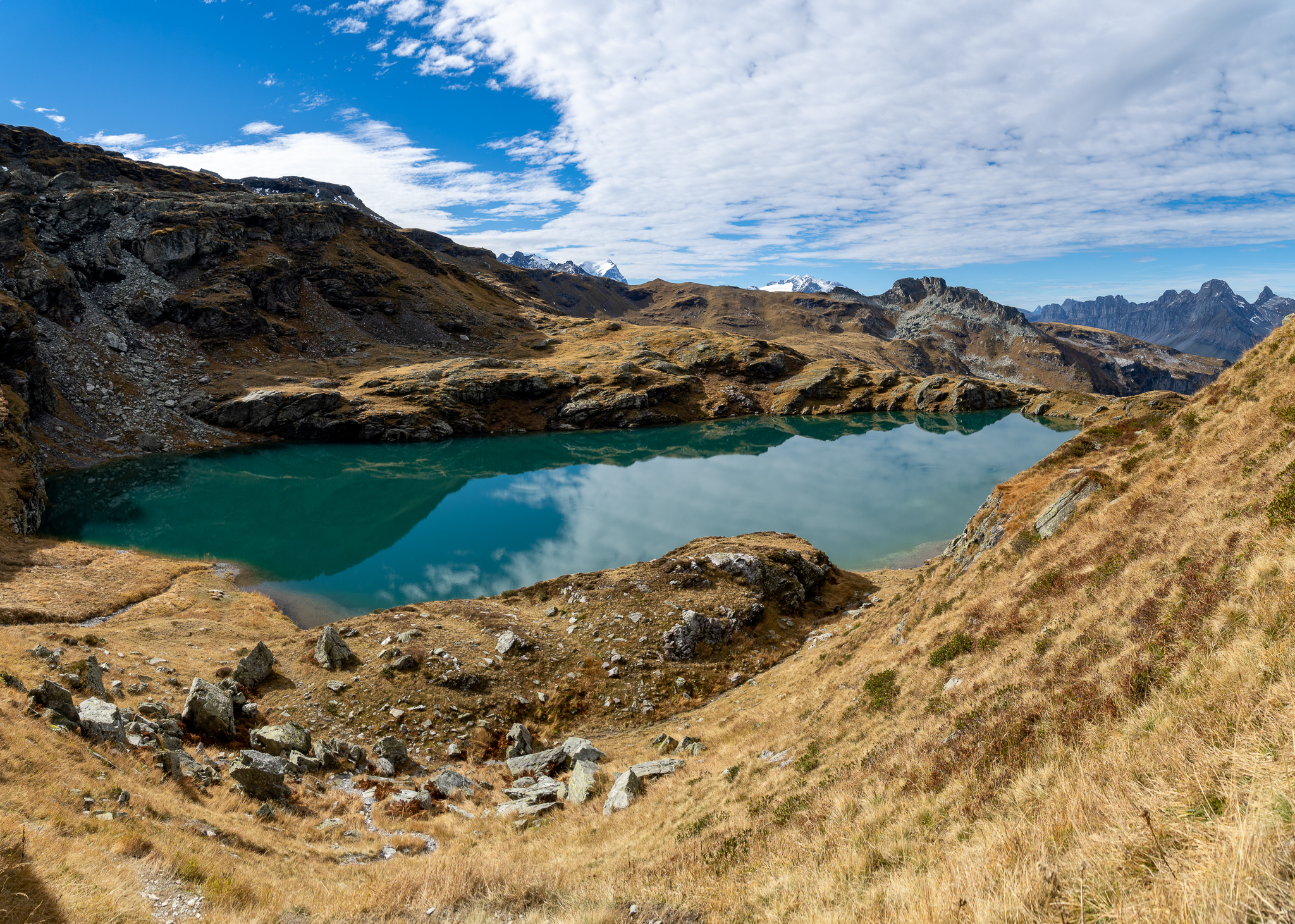
Milchspüelersee im Herbst

## Zugang
Der Milchspüelersee ist über einen Bergwanderweg von der Mettmenalp (Bergstation der Luftseilbahn Kies-Mettmen) beim Garichtisee aus in ca. drei Stunden via Leglerhütte erreichbar. Von der Hütte aus beträgt die Gehzeit ca. eine Viertelstunde.